# 천안 분기점
천안 분기점(Cheonan JC)은 충청남도 천안시 동남구 목천읍 응원리에 설치된 경부고속도로와 논산천안고속도로, 당진청주고속도로가 만나는 분기점이자 논산천안고속도로의 종점이다. 이 분기점부터 옥산 분기점까지의 구간은 경부고속도로와 당진청주고속도로가 서로 중첩된다.

## 연혁
- 2002년 12월 23일 : 논산천안고속도로 개통과 함께 영업 개시[1]
- 2016년 2월 22일 : 2023년까지 아산청주고속도로 접속부 신설을 위해 천안시 도시계획시설 교통광장 면적 변경[2]
- 2023년 9월 20일 : 당진청주고속도로 아산 나들목 ~ 천안 분기점 구간 개통[3]

## 접속하는 노선

### 부산・청주방면
- 경부고속도로 (38번), 당진청주고속도로 (8번) (중첩구간)

### 서울방면
- 경부고속도로 (38번)

### 논산방면
- 논산천안고속도로 (37번)

### 아산방면
- 당진청주고속도로 (8번)

## 구조
Y자형 구조로, 논산천안고속도로에서 경부고속도로로 진입하는 램프는 바깥쪽이 서울 방향, 안쪽이 부산 방향과 연결되어 있다. 당진청주고속도로가 개통하면 Y자형에서 자유형으로 변형되어 개통될 예정이다.